# Moschea di Ahmad ibn Tulun
La moschea di Ahmad ibn Tulun  (ar|أحمد بن طولون جامع), è la moschea più grande del Cairo, la più antica dell'Africa e l'unico edificio sopravvissuto dell'antica capitale al-Qata'i'. La moschea è costruita in stile Samarra tipico degli abbasidi ed è stata restaurata molte volte nel tempo, tra cui i restauri del 1077 da Badr al-Jamali e quelli del 1296 voluti dal sultano Lajin. Adiacente ad una delle pareti della moschea, si trova il museo Gayer-Anderson.

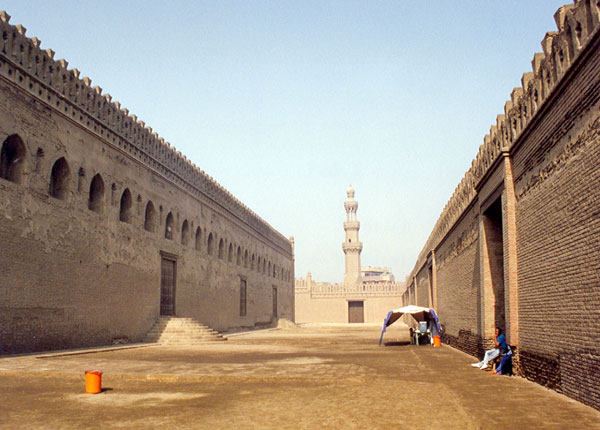
Cortile interno (ziyada) della moschea di ibn Tulun.
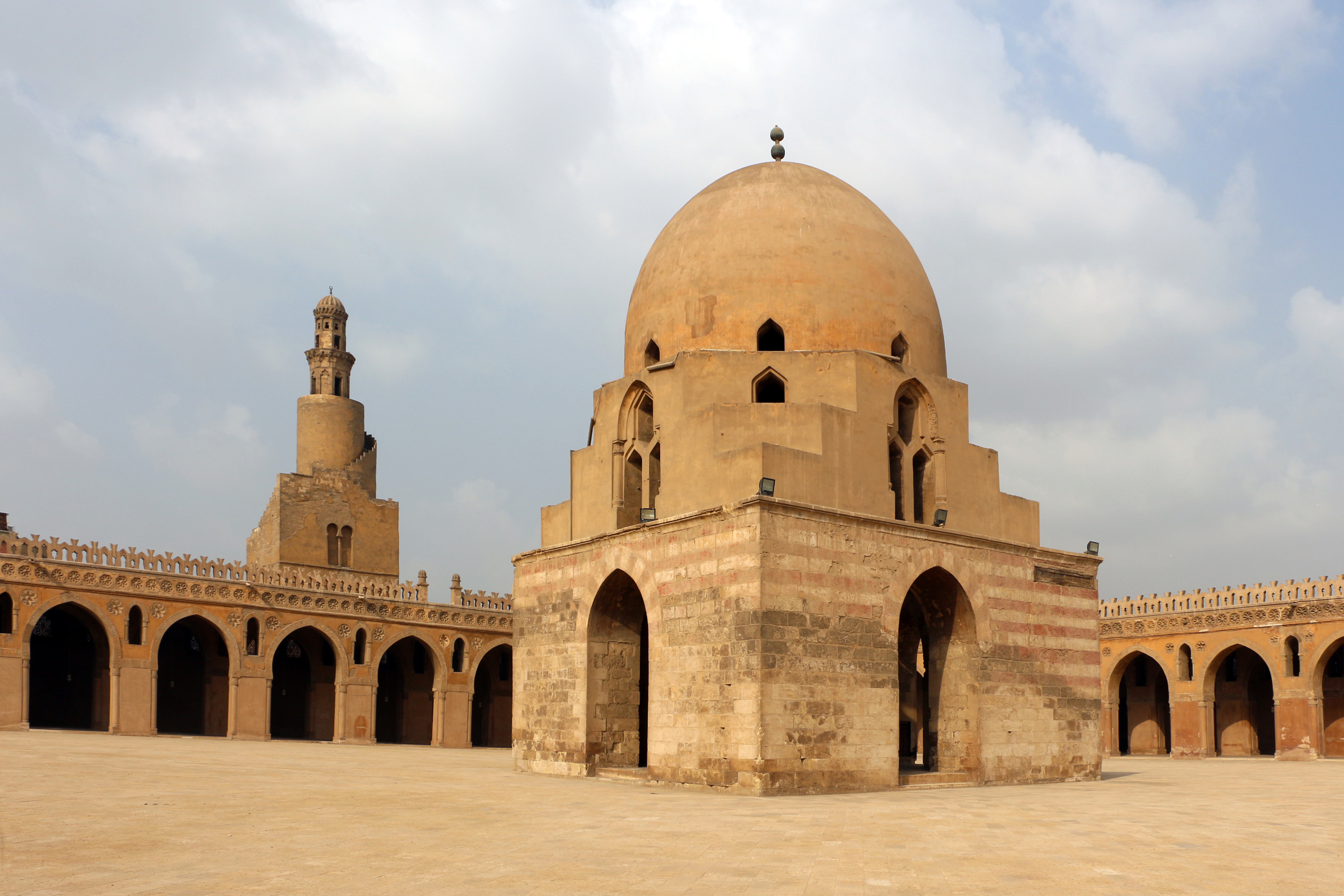
Cortile centrale (sahn) della moschea di ibn Tulun.
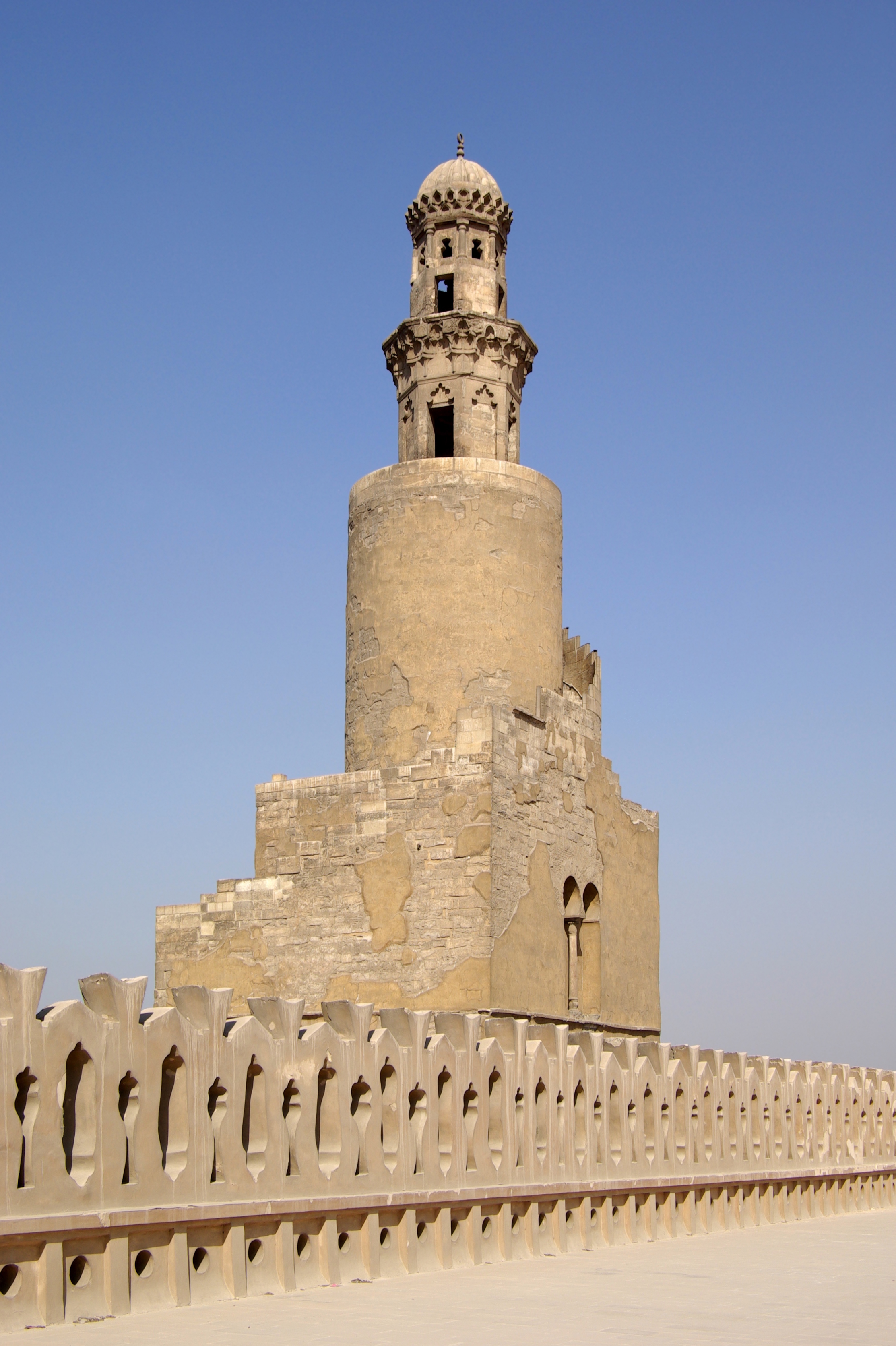
Minareto (ma'azana) a spirale in stile Samarra della moschea di ibn Tulun.
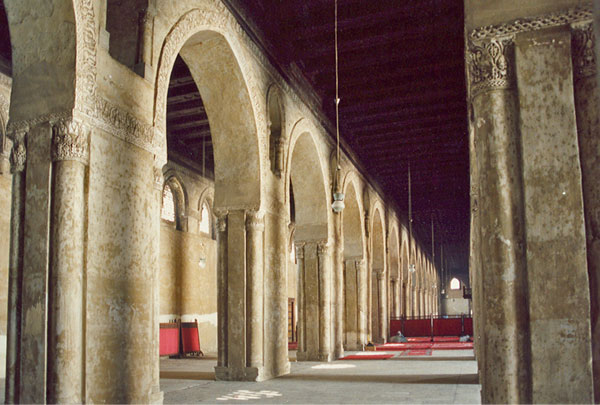
Uno dei quattro portici (riwaq) della moschea.
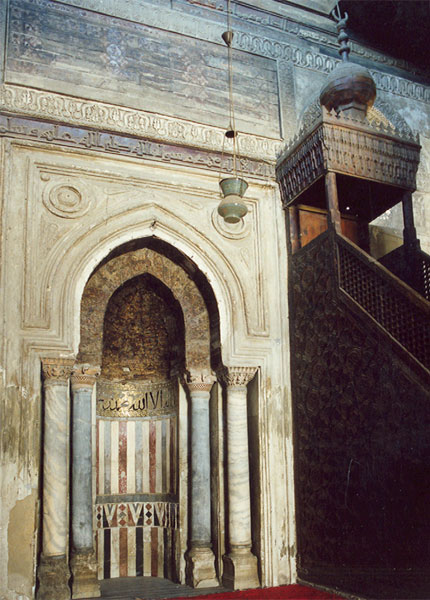
Mihrab marmoreo e mimbaar ligneo della moschea.
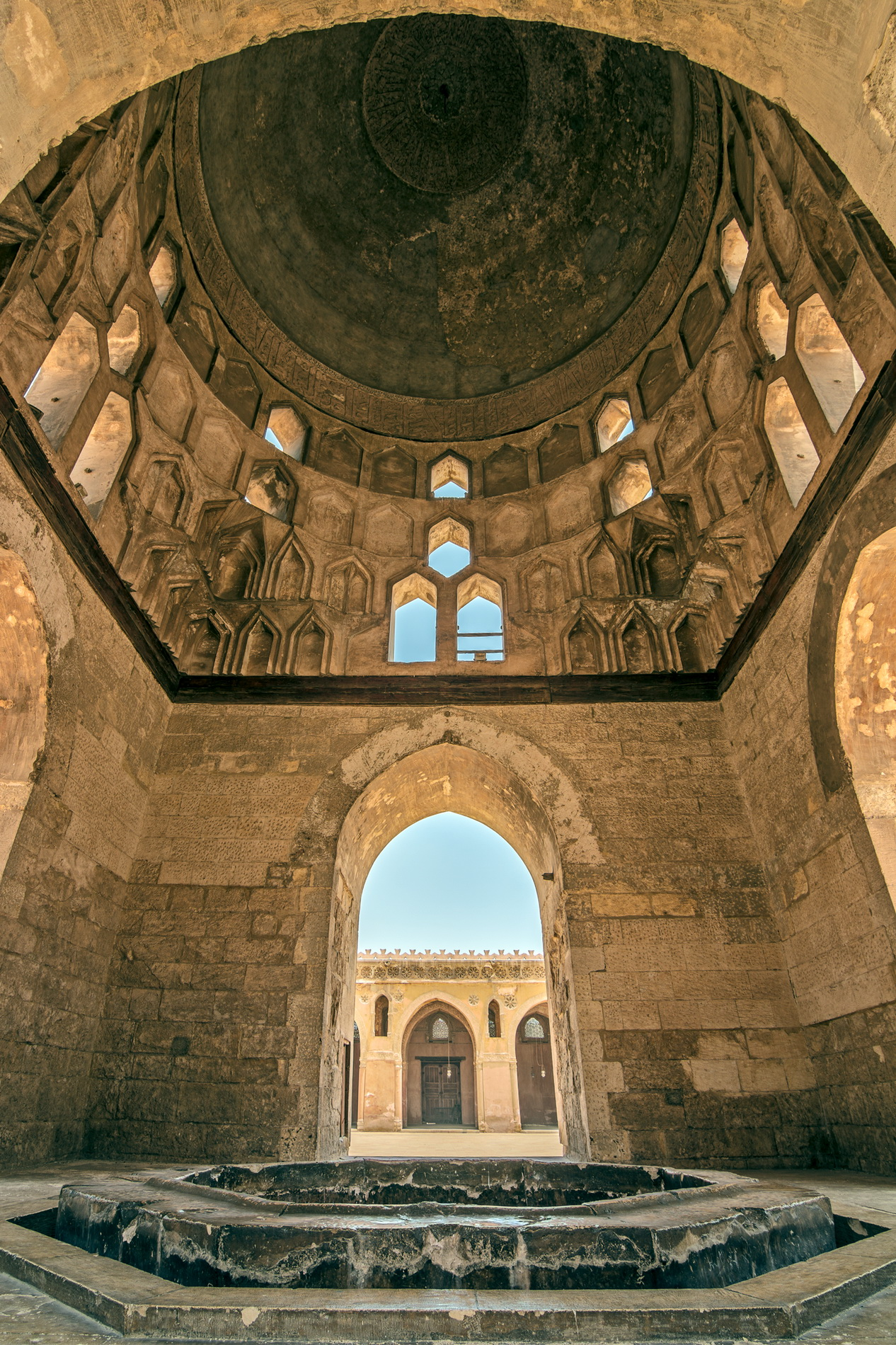
Cupola (qobbat) e fontana (fauwara o nafura) del sabil nel cortile interno.
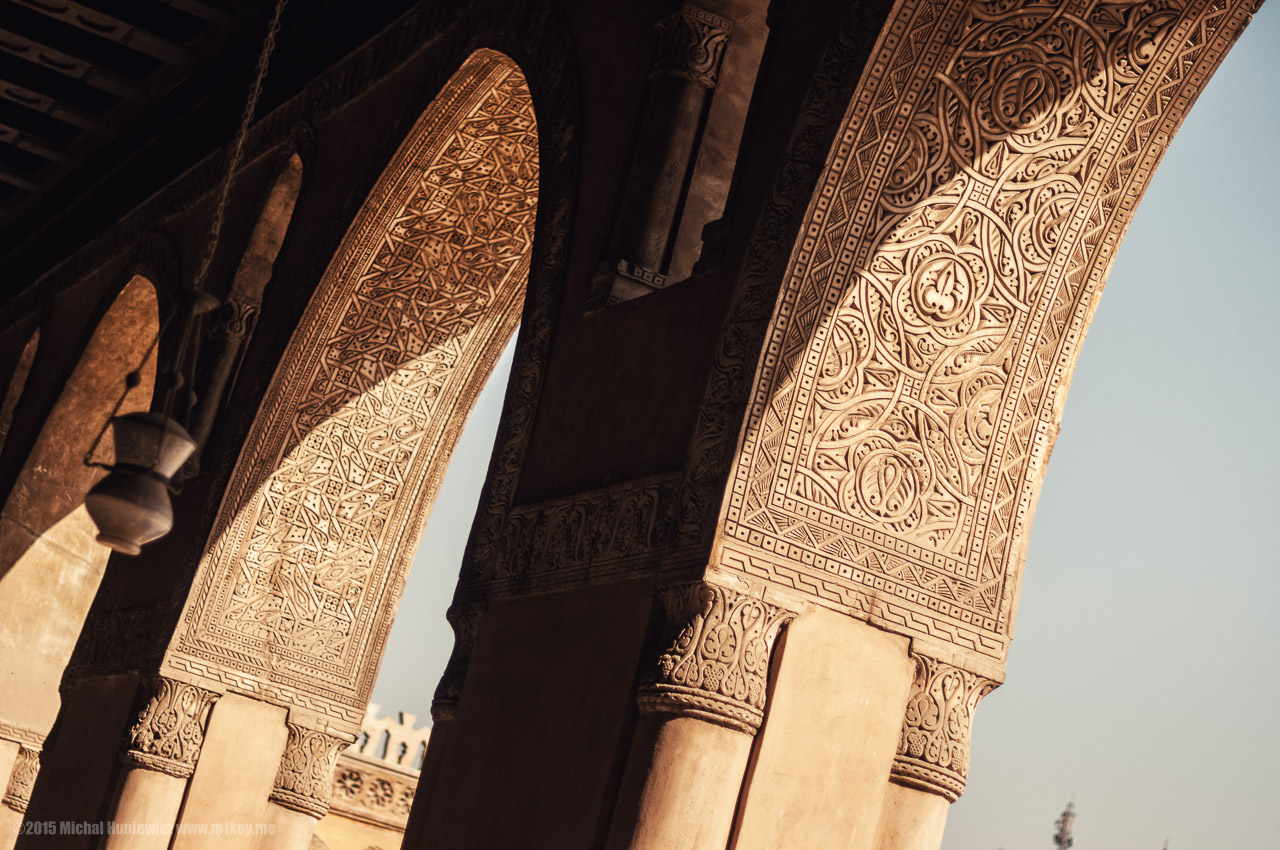
Decorazioni (naqsh) geometriche all'interno degli archi dei portici della moschea di ibn Tulun.

La parola moschea deriva dall'arabo masjid, che significa luogo dove ci si prostra.